# Castello di San Colombano
Il Castello di San Colombano si trova a San Colombano al Lambro in provincia di Milano.

## Le origini
Pare che le origini del castello di San Colombano si possano far risalire al VI secolo, contemporaneamente al grande monastero di Bobbio.
Comunque sia, è fuori dubbio che il castello esistesse nel X secolo, sia a garanzia della vicina capitale di Pavia e residenza reale di Corte Olona, sia per la necessità di quei tempi di lotte feudali, sia per le invasioni ungariche, ed il conseguente decreto del Re Berengario, per la difesa e fortificazione di tutte le città, borghi, luoghi, cascinali, monasteri, ecc.; sia, infine, per l'espressa affermazione del testamento di Ariberto del 1034, dove si parla di castris, edificiis, ecc., in Gaifaniana, Sancto Columbano, Miradolo, ecc., e più sotto di edifici esistenti tam in ipsis castris quam et foris (tanto dentro quanto fuori di essi castelli).
Allo stesso modo è certo che esso appartenesse dall'800 circa al 1000 al contado (Comitatus) di Lodi, come appare anche dai documenti del 1034 e 1299.

## Barbarossa
Trascurando la preesistente fortificazione, si può sicuramente affermare che l'attuale impianto, sia pure considerato come solo tracciato, sia opera di Federico Barbarossa.
Questi, durante la sua seconda calata in Italia, distrusse il castello di San Colombano (come del resto la maggior parte di quelli esistenti in Lombardia); ma nel 1164, riconosciuta l'importanza che il luogo ricopriva nel territorio per la sua particolare conformazione morfologica e per la posizione intermedia nella direttiva viaria Milano-Piacenza, decise di riedificarlo, per utilità del suo impero e vi aggiunse, per utile personale, una grande borgata denominata "Magnum suburbium" , munita di mura merlate, terraggio e fossa esterna.
Si devono pure al Barbarossa le grandiose dimensioni del castello, la perfetta regolarità simmetrica e l'ampiezza delle strade del borgo (situazione anomala nelle tipologie in uso a quei tempi); la costruzione, nel ricetto ad ovest, del "Magnum palacium" o "Grande Palazzo" (di cui sono ancora visibili le fondazioni), adibito a residenza imperiale; la costruzione, nel ricetto ad oriente, del Palazzo dei Vicarj e Rettori della terra di San Colombano, ossia l'autorità comunale politica ed ecclesiastica del borgo.
Si suppone che a dirigere i lavori di ricostruzione del "castrum" sia stato Tito Muzio Gatta, architetto cremonese al seguito del Barbarossa, che qualche anno prima aveva delineato le mura della nuova Lodi.
Non si hanno precise notizie circa i tipi di fortificazione e loro distribuzione in questo primo impianto, ma si intuisce comunque che quest'ultimo fosse convenientemente attrezzato di strutture complementari.
Agli inizi del dominio visconteo avvennero operazioni trasformative miranti a limitare l'importanza militare del Castello.
Comunque, visto l'utilizzo che la signoria viscontea attribuiva alla rocca (prigione di Stato), dove nel 1338 fu imprigionato Lodrisio Visconti, dobbiamo considerare che anche il Castello fosse comunque in condizioni di sicurezza.
La signoria viscontea contribuì, su tutto il territorio interessato dal suo dominio, ad una notevole fioritura castellana.
L'impronta della nuova architettura fortificata ebbe ovviamente maggiore intensità nei nuovi impianti, pur non trascurando la trasformazione di fortificazioni esistenti: in tale caso rientrò San Colombano, interessato da molteplici modifiche, talmente radicali da far considerare questo castello come una "nuova costruzione" più che una riedificazione.
Le trasformazioni cominciarono nel 1370 per volere di Galeazzo II e furono inerenti sia al castello che al borgo.
Gli inserimenti più importanti furono i rivellini, posti sia negli ingressi al ricetto (Torre d'ingresso e Castellana) che alla rocca (Torre d'ingresso e Torre Mirabella); vennero quindi trasformati i caratteri stilistici e gli elementi compositivi della fortezza.
Le mura esterne, su tutto il perimetro, vennero integralmente rivestite di nuovi mattoni, il che conferisce una certa omogeneità all'intero impianto castellano.
Nel centro della rocca venne innalzata una torre o mastio con il duplice scopo di immagazzinare munizioni e viveri e anche di estrema difesa del castellano nell'evenienza che il castello e la guarnigione, cedendo all'attacco nemico, lo costringessero a rifugiarsi in posizioni sempre più arretrate.
Dal "maschio" si aveva la possibilità, tramite vie sotterranee, di portarsi al di fuori della rocca, a sud, in corrispondenza del rivellino, e da questo collegarsi ad almeno due delle torri agli angoli della rocca .
Per quanto riguarda il borgo, venne ampliato a seguito della donazione di Galeazzo II del 1373 alla consorte Bianca di Savoia, la quale dotò il Comune degli speciali Statuti.
Da questo documento appare evidente la volontà di favorire lo sviluppo del borgo, anche ad opera dei privati, favorendo loro l'acquisto, a prezzi convenzionati, dei materiali da costruzione, escluso il legname che veniva fornito gratuitamente; agevolazioni fornite allo scopo di raggiungere in breve tempo il fine preposto.
L'ampliamento del borgo seguì la regolare distribuzione degli isolati e l'ampiezza delle vie interne, che caratterizzavano la preesistente impostazione del Barbarossa.
Tutto il borgo venne dotato di mura merlate con fossato e terraggio interno, ed in corrispondenza degli ingressi le porte vennero ulteriormente protette da saracinesche.

## I successivi interventi e la storia moderna
Ancora a Bianca di Savoia si deve, all'interno delle mura del ricetto, la costruzione di una propria residenza (" Coquina dominae Blanche de Sabaudia).
Dai manoscritti custoditi nell'Archivio Belgioioso, si attribuisce ai Visconti la costruzione della Torre Castellana (detta anche "Torre grossa"), annessa alla Torre de' Gnocchi.
Inoltre ai medesimi vengono attribuiti:
- l'elevazione della Torre de' Gnocchi, per permettere la continuità del corridore;
- la sistemazione della canepa sotto la Torre de' Gnocchi, in quanto nell'addossare la torre castellana venivano chiuse alcune aperture;
- la costruzione dell'Hospitium Magnum, esterno al borgo, ad uso del loro treno di caccia.

I monaci della Certosa di Pavia entrarono nella storia del castello di San Colombano nel 1396, in seguito alla donazione del Duca Gian Galeazzo; in questa prima data ottennero soltanto la parte bassa del castello o ricetto.
Nel 1402 avvenne la distruzione, ad opera dei borghigiani, dei due grandi palazzi del ricetto e di ogni altra proprietà della Certosa, la popolazione si pose, poi, sotto la tutela di Giovanni Vignati, signore di Lodi.
Durante il dominio del Vignati, che durò 14 anni, si ebbe un notevole degrado della rocca ed in tutto il ricetto casupole sostenute da colonne in legno, casotti di paglia e case appoggiate alle mura.
Con il ritorno dei certosini vennero restaurate, a spese del monastero, alcune case del ricetto ed il palazzo imperiale, quest'ultimo utilizzato quale residenza del fittabile certosino; negli anni tra il 1447 e il 1452 venne asportato il terrapieno (terraggio) a ridosso delle mura tra la Torre d'ingresso al ricetto e la Torre de' Gnocchi.
Nell'atto di donazione alla Certosa di Pavia, del 1502, viene dettagliatamente descritto lo stato di consistenza dell'intero impianto: le torri erano tutte coperte da tetti, più o meno in buone condizioni, la conservazione delle merlature e dei piombatoi risultava pessima e una torre completamente distrutta; rimanevano invece integri i corridori a coronamento delle mura.
Risulta, inoltre, che nella rocca fossero presenti due ponti levatoi; che il rivellino d'ingresso alla rocca, presso la Torre Mirabella, fosse munito di 23 merli e che fosse ancora presente il rivellino della Torre d'ingresso al ricetto, mentre non si trova menzione del rivellino della Torre castellana, probabilmente perché distrutto in precedenza.
Vengono inoltre descritti gli armamenti presenti ed il loro disastroso stato manutentivo e un collegamento sotterraneo a servizio della parte bassa del castello, che doveva probabilmente collegarsi sia alla rocca che all'esterno.
Occorre qui ricordare che i certosini divennero proprietari del feudo solo in quest'anno, su concessione di Luigi XII, Re di Francia e Duca di Milano. Una volta ottenutone il pieno diritto, essi apportarono delle trasformazioni al castello; va inoltre specificato che i certosini, per tutto il periodo di loro proprietà, non utilizzarono direttamente l'edificio, che venne bensì adibito ad abitazione di un loro padre procuratore.
In un altro documento del 1522, si riscontra la costante presenza, a protezione del castello, di due rivellini, uno sulla piazza del Borgo e l'altro all'ingresso sud della rocca; oltre a ciò si descrive il "maschio" della rocca, utilizzato come deposito di armi e munizioni.
Quest'ultimo viene descritto come costruito in massi di ceppo e di granito a punta di diamante; tale rivestimento risale probabilmente al periodo sforzesco, che maggiormente utilizzò questa tipologia.
Nel 1526, per ordine ducale (ed anche a seguito delle continue istanze dei certosini), il castello venne smantellato. Vennero demoliti i rivellini, alcune torri compresa quella al centro della rocca, le mura che cingevano il borgo con il conseguente riempimento del relativo fossato ed anche di quello antistante il castello.
Nonostante questi interventi lesivi, il castello non perse completamente d'importanza; se ne ha conferma dalla successiva presenza, nello stesso, di una consistente guarnigione a presidio del borgo.
Ulteriori danneggiamenti si ebbero a seguito dell'assalto che il castello subì nel 1529 ad opera del generale conte Barbiano di Belgiojoso: in conseguenza a questo fatto il castello non fu più considerato piazzaforte ducale.
Nel 1535 i certosini intervennero nuovamente sul castello, al fine di escluderne un utilizzo militare: vennero ulteriormente limitate le strutture fortificate, si colmarono le fosse e i sotterranei.
Per contro si edificarono delle volte, ad integrazione delle già esistenti, allo scopo di dare continuità al percorso sui corridori e rendere possibile il collegamento alla rocca.
Nel 1575 i certosini adattarono alcune case nel cortile del ricetto, ricavandone un oratorio, altrimenti detto Cappella di Santa Maria Maddalena, che dal 1576 al 1581 venne decorato dal pittore Bernardino Campi.
Nel 1671 i Certosini fecero realizzare l'attuale scala grande che dalla galleria collega i piani superiori, demolendo la precedente scaletta costruita dai Visconti. Contemporaneamente realizzarono il corpo scala superiore alla tribuna dell'Oratorio, che portava ai magazzini "granai" superiori alla Torre de' Gnocchi e Castellana.
Molti anni più tardi (1760-1776) vennero demolite molte case del ricetto, che precedentemente risultava popolatissimo (1600) e destinato completamente a tale funzione.
Con la soppressione degli ordini religiosi ad opera del governo austriaco (1782) si conclude il periodo di proprietà certosina del castello.
Nel 1786, con atto misto di vendita e livello il feudo di San Colombano ed Uniti passò alla casa Belgioioso.
La prima trasformazione eseguita dalla famiglia Belgioioso, fu la trasformazione dei solai sopra la Torre de' Gnocchi e Castellana, da granai a residenza per il personale di servizio.
Dopo il 1814, ritornata a San Colombano la famiglia Belgioioso dagli Stati di Venezia, iniziarono le demolizioni delle case del ricetto, dando origine alla realizzazione del parco interno.
Dal 1832 al 1836, vennero demoliti l'edificio Portazza e Arsenale, su progetti dell'architetto C. Caccia, ad eccezione della abitazione del giardiniere poi fattore, tuttora esistente.
Queste demolizioni consentirono di realizzare un unico grande giardino. Venne inoltre realizzato un enorme parco fiancheggiante tutta la parte ovest del ricetto e della rocca, comprendendo anche l'area dell'ex rivellino di sud.
La casa Belgioioso nel 1836, in accordo con la Deputazione del Comune di San Colombano, sistemò il ponte di accesso al ricetto, eseguì delle opere di sottomurazione per assicurare la torre d'ingresso e definì con l'ingegnere comunale il nuovo livello della piazza antistante.
Dal 1836 al 1846, per dare sviluppo al giardino interno al castello, vennero demoliti i fabbricati (fra i quali l'Oratorio della Maddalena) che racchiudevano i tre cortili interni.
Forse grazie alle particolari inclinazioni artistiche del principe, venne inaugurato nel 1836 il "teatro" in castello, adattando i locali dell'ex Pretorio (il primo edificio a sinistra, entrando dalla Torre d'ingresso al ricetto).
Conseguenza alle demolizioni sopra descritte fu la trasformazione a residenza principesca del restante edificio (1850 circa), utilizzato quale residenza estiva.
L'allestimento dei locali interni al palazzo si ritiene invece sia avvenuto gradualmente (1870 circa), al punto di risentire l'influenza dell'architettura neogotica, che caratterizza le decorazioni e i rivestimenti tuttora presenti.
Il principe Emilio, figlio di Antonio, risiedette definitivamente in castello e si prodigò con impegno per la conservazione del bene, coadiuvato in tale opera dalla moglie Maddalena Desmanet de Biesme e dalla preparazione e sensibilità artistica dell'ingegner Gradi.
Risale ai primi anni del XX secolo il crollo del muro della "ghirlanda" alla rocca, probabilmente a causa della costante spinta del terreno, oltre ad un mancato consolidamento.
Nel 1926 venne ristrutturata la torre d'ingresso e dopo breve tempo venne demolito il fabbricato nella parte destra dell'ingresso in via Ricetto, anticamente adibito a scuderie.
Il minimo reddito pervenuto dalle varie case affittate in Ricetto, le notevoli spese dovute alla conservazione del castello, l'alto tenore di vita tenuto dalla famiglia, portarono ad un lento decadimento; il preoccupante stato di degrado nel quale veniva a trovarsi il castello coinvolse la proprietà in spese manutentive con l'esclusivo scopo di risolvere i problemi di volta in volta affioranti.
Nel 1940 i principi fecero donazione del castello all'Università Cattolica del Sacro Cuore, affinché esso venisse destinato a sede di "preghiera e di riposo per persone colte", riservandosene il diritto di usufrutto.
La seconda guerra mondiale, pur non interessando direttamente il castello, fece registrare l'occupazione di vari locali nel ricetto da parte degli sfollati, a seguito di un'ordinanza dell'allora commissario prefettizio ed un alloggiamento di truppe tedesche nei locali della residenza principesca.
Nel 1943 morì in castello l'ultimo principe, Emilio Barbiano di Belgioioso d'Este.
Alla morte della principessa Maddalena, avvenuta nel 1951, la sorella scrisse una lettera al Rettore dell'Università Cattolica, ricordando lo scopo della donazione.
L'amministrazione non riuscendo a proporre un riuso del castello che soddisfacesse la volontà della donante (anche a causa di vari vincoli imposti dalla Diocesi di Lodi) e per gli alti costi di gestione del castello, non coperti da pari entrate, decise per la vendita.
Molti furono interessati all'acquisto che avvenne infine a favore dei sigg. Cavalli e Gavazzi, commercianti di legnami.
Il passaggio di proprietà non fu ratificato dal competente Ministero della pubblica istruzione in quanto il castello era gravato da vincoli monumentali e i nuovi proprietari intendevano apportare modifiche di destinazione d'uso dei locali. Nel frattempo, però, i nuovi proprietari avevano proceduto al disboscamento del parco del castello.
L'Università Cattolica ritornata in possesso del Castello ne decise successivamente la cessione alla parrocchia di San Colombano nel 1958.
Il parroco A. Parazzini si impegnò con grande sforzo economico all'acquisto del castello, ma non riuscendovi con i mezzi a disposizione della parrocchia, propose un frazionamento; l’Università Cattolica vendette quindi la Rocca e il Ricetto al signor Carlo Lareno Faccini, il Castello e il Parco alla parrocchia di San Colombano. Una parte più piccola passo poi al signore Sbarbaro.
Il 18 dicembre 1987 il castello di San Colombano fu acquistato dal Comune.
Recentemente è stato oggetto di un complesso intervento di restauro.
Il Comune ha reso fruibili alla visita, su prenotazione ed in determinati periodi, i seguenti ambienti: Galleria d’Armi - Antisala - Sala da Pranzo degli ultimi principi Belgiojoso d'Este - Sala Azzurra - Sala Rossa e la Sala Verde.

## Descrizione e struttura
Il castello di San Colombano nasce essenzialmente dall'accoppiamento di una rocca ed un ricetto; più precisamente si tratta di un castello-recinto posto su due corti diverse, delle quali la più alta a destinazione militare e la più bassa a destinazione civile, in particolare con funzione di ammasso di riserve agricole (ricetto).
I tratti di mura situati sui lati maggiori del castello sono posti a mezza costa del colle; il tracciato non è rettilineo, ma scandito da torri sporgenti all'esterno.
Su tali lati le cortine sono alte, a differenza dei tratti corti (nord e sud) dove la comune presenza del fossato e, tra le torri d'ingresso e quella de' Gnocchi anche del terraggio, non richiese identica soluzione; anche le mura che dividevano il ricetto dalla rocca erano alte a dimostrazione del significato di ridotto militare di quest'ultima.
La configurazione del tracciato è tipica del castello-recinto nella parte bassa, ben presto trasformato in vero ricetto con la presenza continua di capanni in legno e muratura per le scorte alimentari, oltre alla "canepa"sotto la Torre de' Gnocchi.
La rocca di pianta trapezoidale dimostra ancor oggi la sua antica potenza, dovuta innanzitutto alla posizione privilegiata della quota, con il pendio circostante che ne attenua la vulnerabilità, oltreché la considerazione nella quale era tenuta nei tempi passati.
Inoltre va considerato che, mentre agli inizi del XV secolo molti fortilizi vennero adattati alle nuove tecniche militari (apparato a sporgere, ecc.), situazione riscontrabile nella Torre d'ingresso e Castellana del ricetto, non si ritenne opportuno intervenire in tal senso anche alla rocca; il motivo di questa mancata trasformazione è da ritenersi sia stata la già sufficiente condizione di sicurezza della rocca.
Le cortine, pur presentando alla vista esterna le medesime caratteristiche (ad esclusione della diversa altezza) in tutto il castello, quali la merlatura ghibellina, il cotto come materiale di costruzione, il basamento scarpato con redondone, si possono classificare di tre tipi, diversificandosi per il sistema costruttivo usato e per la diversa utilizzazione delle stesse, e cioè:
- cortina contraffortata con archi in mattoni paralleli al senso di percorrenza, con superiore strada carrabile;
- cortina caratterizzata da un eccessivo spessore di muro, destinato a sopperire all'eccessiva altezza;
- cortina ricavata mediante il progressivo allargarsi della sommità del muro verso l'interno.

A conclusione va ricordato che tra la Torre d'ingresso e la Torre de' Gnocchi, esisteva inizialmente solo un basso muro munito all'interno di terraggio, sul quale scorreva una strada di collegamento.
Un'altra caratteristica sono le 18 torri di cui il castello era inizialmente munito e che risolvevano appieno gli scopi che l'architettura castellana aveva loro assegnato.
La torre de' Gnocchi costituisce il nucleo più antico del castello.
Le torri, come le cortine, si presentano con merlature ghibelline e base scarpata, la cui intersezione è sottolineata dal redondone che, seguendo parallelamente il naturale ascendere del terreno, riesce ad imprimere una nota esornativa a tutto l'impianto.
Il castello di San Colombano era dotato di passaggi sotterranei, intesi come vani disponibili, e di passaggi.
Questi ultimi, presenti esclusivamente nella parte bassa del castello, erano situati sia in corrispondenza delle case del ricetto ad est destinati a cantina, sia nella zona ovest
Esistevano infatti, come oggi del resto, la serie di locali con volte a crociera che definivano l'area del grande palazzo del ricetto, edificato dal Barbarossa, e quelli in corrispondenza delle due torri de' Gnocchi e Castellana, tra i quali si distingue per importanza architettonica il "cantinone" o "canepa", ambiente tipico dell'architettura gotica profana lombarda, che presenta analogie con la "sala di giustizia" della rocca di Angera ed alcune navate mediane di chiese cistercensi.
In quanto ai percorsi sotterranei, che dovevano essere numerosi e comunicanti le varie parti del castello, va ricordato che la gran parte fu distrutta, riempita o murata in epoca certosina, al fine di rendere il castello privo di qualsiasi interesse militare difensivo.
L'utilizzo del fossato invaso d'acqua, nel primitivo sistema difensivo, non ebbe largo sviluppo; motivo di questo scarso utilizzo furono le difficoltà di mantenere un costante livello d'acqua e la già sufficiente sicurezza assicurata del fossato asciutto.
Nel castello di San Colombano erano presenti entrambi i tipi: la rocca era dotata, sia verso il ricetto a nord che verso la collina a sud di fossato asciutto, con ponti levatoi ulteriormente protetti da rivellini; attorno alle mura del ricetto, invece, sorgeva un fossato: esso riceveva le acque dai due colatori discendenti dalle valli laterali ed era costantemente alimentato. Di questo fossato è visibile solo il perimetro del tratto verso il borgo, dato che il fossato vero e proprio fu colmato nel 1585.
Il castello di San Colombano ha sempre avuto una posizione predominante nella vita comunale, pur non essendo sempre il polo centrale.
A differenza della maggior parte dei castelli, che non ebbero grande connessione con la città in quanto vissero una vita propria, questo ha sempre condizionato San Colombano in modo diretto, fino alla fine del Settecento quando, trasformato in villa residenziale, perse gran parte della sua influenza, per poi riacquistarla quando fu ceduto alla Parrocchia.
La disposizione stessa del Comune risente di tali connessioni; infatti la piazza del borgo è situata proprio di fronte alla torre d'ingresso al ricetto, ospitando anche la chiesa parrocchiale.
Il mercato, che tuttora si svolge in via Mazzini e fino a qualche anno fa in via Belgioioso, frontalmente al castello, ebbe fin da tempi lontani, per concessione del Barbarossa, ubicazione prospiciente la torre de' Gnocchi.
L'esistenza del ricetto, rarissimo in Lombardia, denota la completa partecipazione della popolazione medioevale alla vita del castello, inteso quale luogo di sicurezza e di sopravvivenza.
All'interno del ricetto sorse nel 1593 il Monte di Pietà, prima forma organizzata di credito del paese; dal 1416, per molti periodi, la torre de' Gnocchi fu sede del Consiglio Generale del Comune, ed in seguito ospitò sia il Prefetto che il Consiglio Comunale (la prefettura di San Colombano comprendeva ai tempi una zona assai vasta del territorio lodigiano).
Inoltre il castello rappresentò sempre la residenza del feudatario o del potente, ai quali la popolazione doveva obbedienza e denari; nel periodo di proprietà dei certosini, che pur esercitavano funzione di feudatari, gli abitanti del Comune spesso si rivolsero ai religiosi per ottenere favori, esenzioni o intercessioni presso il Senato di Milano.
Esaurita la funzione difensiva del castello, quest'ultimo vide diminuire anche la sua influenza.
Nel XVIII secolo, con l'instaurarsi di un nuovo ordinamento politico-sociale, il castello perse anche il suo significato emblematico, trasformandosi in residenza privata e cessando quindi definitivamente di influenzare la vita della città.
L'industrializzazione del XIX secolo poi, operò un profondo divario tra la ormai statica vita del castello e il dinamico sviluppo del Paese (pur considerando San Colombano quale centro agricolo, nel quale l'industrializzazione non sconvolse, come in altre città, le abitudini e la mentalità stessa degli abitanti).
I cambi di proprietà degli anni cinquanta non modificarono tale divario tra le due funzioni.
Per quanto riguarda la rocca e l'antico ricetto, ormai in gran parte trasformato, dobbiamo valutarne il completo e definitivo distacco, giacché la proprietà privata pretende appieno i propri diritti di autonomia, non permettendo neppure la sola visione dell'antica fortificazione.